# Lanelle Tanangada
Lanelle Olandrea Tanangada (* 1. Juli 1979) ist eine Pädagogin und Politikerin in den Salomonen, die seit April 2020 als Bildungsministerin dient.

## Leben
Lanelle Oleandra Tanangada wurde am 1. Juli 1979 in der Western Province geboren. Ihr Vater hat seine Wurzeln teils auf Ranongga, teils auf Vella und ihre Mutter kommt von der Marovo-Lagune. Ihre Eltern waren Missionare der Seventh-day Adventists. Lanelle hat einen älteren Bruder. Sie besuchte die SDA Mission Primary Schools in Honiara und die  Betikama Adventist High School.
Tanangada absolvierte Undergraduate Studies an der Pacific Adventist University in Papua-Neuguinea und erwarb 2013 einen Master of Education an der University of Waikato in Neuseeland. Ihre Thesis behandelte praktische Probleme von Sprache und Pädagogik in den Salomonen. Sie arbeitete dann als Lehrer an den SDA-Schulen in Kolombangara (Kukudu), Burns Creek (Honiara) und Betikama.

### Politische Karriere
Tanangada wurde im Mai 2018 in einer Nachwahl als unabhängige Kandidatin für den Wahlkreis Gizo/Kolombangara constituency gewählt, nachdem ihr Ehemann Jimson Tanangada seinen Sitz verloren hatte, weil er wegen Stimmenkauf bei den Wahlen 2014 verurteilt worden war. Die Anschuldigungen waren vom ehemaligen Premierminister Gordon Darcy Lilo vorgebracht worden, der sich ebenfalls zur Wahl stellte. Tanangada besiegte Lilo mit 2.580 Stimmen zu 1.593. Sie war die erste Frau, welche in der Western Province ins Nationalparlament der Salomonen gewählt wurde und erst die vierte weibliche Abgeordnete in der Geschichte des Landes. 
Tanangada schloss sich der Kadere Party an und wurde somit Teil des Democratic Coalition Government for Advancement (Demokratische Koalitionsregierung für Entwicklung). Sie wurde in den Wahlen im April 2019 wiedergewählt, wobei sie noch einmal deutlich gegen Lilo gewann mit 4.397 Stimmen gegen 4.002. Sie wurde eine von nur zwei Frauen im Parlament in der Legislaturperiode. Sie wurde als Ministerin für Polizei, Nationale Sicherheit und Haftbedingungen eingesetzt. Im Oktober 2019 trat sie zurück. Im April 2020 wurde sie Ministerin für Bildung und Humanressourcen-Entwicklung (Ministerin für Frauen, Jugend und Kinder) unter Premierminister Manasseh Sogavare.

## Familie
Tanangada ist verheiratet mit Jimson Tanangada. Das Paar hat zwei Kinder.